# برج‌های دوقلوی دویچه بانک
برج‌های دوقلوی دویچه بانک (انگلیسی: Deutsche Bank Twin Towers) مجموعه ۲ ساختمان اداری ۴۰ طبقه و ۳۸ طبقه مستقر در شهر فرانکفورت است، که پروژه ساخت آن‌ها در سال ۱۹۷۸ آغاز شد و در سال ۱۹۸۴ به بهره‌برداری رسید. این ساختمان متعلق به دویچه بانک است.